# Semaine 41
D'après la norme ISO 8601, une semaine débute un lundi et s'achève un dimanche, et une semaine dépend d'une année lorsqu'elle place une majorité de ses sept jours dans l'année en question, soit au moins quatre. Dès lors, la semaine 41 est la semaine du quarante-et-unième jeudi de l'année. Elle suit la semaine 40 et précède la semaine 42 de la même année.
La semaine 41 est pratiquement toujours la semaine du 11 octobre, sauf exceptionnellement, dans le cas d'une année bissextile commençant un jeudi.
Elle commence au plus tôt le 4 octobre et au plus tard le 11 octobre.
Elle se termine au plus tôt le 10 octobre et au plus tard le 17 octobre.

## Notations normalisées
La semaine 41 dans son ensemble est notée sous la forme W41 pour abréger.
| Jour de la semaine 41 | Notation |
| --------------------- | -------- |
| Lundi                 | W41-1    |
| Mardi                 | W41-2    |
| Mercredi              | W41-3    |
| Jeudi                 | W41-4    |
| Vendredi              | W41-5    |
| Samedi                | W41-6    |
| Dimanche              | W41-7    |

## Cas de figure
| Cas | Le 31 décembre est… | L'année est une année… | Le quarante-et-unième jeudi de l'année tombe… | La semaine 41 débute… | La semaine 41 s'achève… | Premier cas après 2008 |
| --- | ------------------- | ---------------------- | --------------------------------------------- | --------------------- | ----------------------- | ---------------------- |
| 0   | Un vendredi         | bissextile DC          | Le 7 octobre                                  | Le lundi 4 octobre    | Le dimanche 10 octobre  | 2032                   |
| 1   | Un jeudi            | D ou ED                | Le 8 octobre                                  | Le lundi 5 octobre    | Le dimanche 11 octobre  | 2009                   |
| 2   | Un mercredi         | E ou FE                | Le 9 octobre                                  | Le lundi 6 octobre    | Le dimanche 12 octobre  | 2014                   |
| 3   | Un mardi            | F ou GF                | Le 10 octobre                                 | Le lundi 7 octobre    | Le dimanche 13 octobre  | 2013                   |
| 4   | Un lundi            | G ou AG                | Le 11 octobre                                 | Le lundi 8 octobre    | Le dimanche 14 octobre  | 2018                   |
| 5   | Un dimanche         | A ou BA                | Le 12 octobre                                 | Le lundi 9 octobre    | Le dimanche 15 octobre  | 2017                   |
| 6   | Un samedi           | B ou CB                | Le 13 octobre                                 | Le lundi 10 octobre   | Le dimanche 16 octobre  | 2011                   |
| 7   | Un vendredi         | C                      | Le 14 octobre                                 | Le lundi 11 octobre   | Le dimanche 17 octobre  | 2010                   |

1. 1 2 3  Dans ce cas, l'année compte une semaine 53.